# سیارک ۷۹۱۲۹
سیارک ۷۹۱۲۹ (به انگلیسی: 79129 Robkoldewey، نامگذاری:1990TX11) هفتاد و نه هزار و صد و بیست و نهمین سیارک کشف شده‌است که در ۱۱ اکتبر ۱۹۹۰ کشف شد.